# Ołeksij Raczyba
Ołeksij Iwanowycz Raczyba, ukr. Олексій Іванович Рачиба (ur. 24 grudnia 1979) – ukraiński piłkarz, grający na pozycji pomocnika, a wcześniej napastnika.

## Kariera piłkarska

### Kariera klubowa
W 1997 rozpoczął karierę piłkarską w drugiej drużynie Dnipra Dniepropetrowsk. 26 maja 1998 w składzie pierwszej drużyny debiutował w Wyższej lidze. W rundzie jesiennej sezonu 2002/03 został wypożyczony do Zorii Ługańsk. Na początku 2003 przeszedł do Spartaka Iwano-Frankiwsk. Latem 2003 został piłkarzem klubu Krymtepłycia Mołodiżne. Wiosną 2006 przeniósł się do IhroSerwisu Symferopol. W rundzie wiosennej sezonu 2007/08 bronił barw Komunalnyka Ługańsk, ale latem klub został rozwiązany i piłkarz otrzymał status wolnego agenta. Potem występował w amatorskich zespołach, m.in. Hwardijeć Hwardijśke oraz Foros Jałta.

## Sukcesy i odznaczenia

### Sukcesy klubowe
- mistrz Drugiej lihi Ukrainy: 2003, 2005, 2008
- brązowy medalista Drugiej lihi Ukrainy: 2004